# Sumène
Sumène (okcitansko Sumèna) je naselje in občina v južnem francoskem departmaju Gard regije Languedoc-Roussillon. Naselje je leta 2006 imelo 1.555 prebivalcev.

## Geografija
Kraj leži v pokrajini Languedoc znotraj narodnega parka Seveni ob reki Rieutord, 13 km vzhodno od Le Vigana.

## Uprava
Sumène je sedež istoimenskega kantona, v katerega so poleg njegove vključene še občine Roquedur, Saint-Bresson, Saint-Julien-de-la-Nef, Saint-Laurent-le-Minier, Saint-Martial in Saint-Roman-de-Codières z 2.626 prebivalci.
Kanton Sumène je sestavni del okrožja Vigan.